# Бакстер (Минесота)
Бакстер (енгл. Baxter) град је у америчкој савезној држави Минесота.

## Демографија
По попису из 2010. године број становника је 7.610, што је 2.055 (37,0%) становника више него 2000. године.
| Група             | 2000.         | 2010.         |
| Белци             | 5.454 (98,2%) | 7.294 (95,8%) |
| Афроамериканци    | 1 (0,0%)      | 37 (0,5%)     |
| Азијати           | 23 (0,4%)     | 66 (0,9%)     |
| Хиспаноамериканци | 34 (0,6%)     | 82 (1,1%)     |
| Укупно            | 5.555         | 7.610         |